# Lijst van vlaggen van Zweedse deelgebieden

Onofficiële vlag van de informele regio West-Zweden (Västsverige), waarvan Västra Götalands län de kern is.

Dit artikel bevat een lijst van vlaggen van Zweedse deelgebieden. Zweden is ingedeeld in 21 provincies (Zweeds: län).
Naast de indeling in provincies is er ook de indeling in 25 landschappen (Zweeds: landskap). Dit is een historische indeling van Zweden die nog steeds belangrijk is op het gebied van cultuur en folklore, streektaal, toerisme, geografie enz. Zij hebben sinds 1634 geen administratieve functie meer: in dat jaar werd Zweden ingericht in provincies. In sommige gevallen vallen landschap en provincie (vrijwel) samen.
De Zweedse regering onderzoekt de mogelijkheid om het land tegen 2015 in te delen in negen grotere regio's.
De Zweedse gemeenten hebben vlaggen gebaseerd op het gemeentewapen.

## Vlaggen van provincies
De 21 provincies van Zweden kunnen hun eigen wapen gebruiken in de vorm van een vlag. Er is geen algemeen vastgestelde vorm voor provincievlaggen, maar meestal wordt aanbevolen dat wapenschilden een vierkante of licht langwerpige vorm hebben. Wapens van het landschappen zijn in de meeste gevallen gebaseerd op een of meer landschapswapens, maar in drie gevallen zijn ook stadswapens opgenomen.
| Kaart | Provincie            | Vlag | Artikel over de vlag     | Ratio | Ingebruikname     |
| ----- | -------------------- | ---- | ------------------------ | ----- | ----------------- |
|       | Blekinge län         |      | Vlag van Blekinge        | 1:1   | 14 september 1944 |
|       | Dalarnas län         |      | Vlag van Dalarna         | 1:1   | 15 mei 1936       |
|       | Gävleborgs län       |      | Vlag van Gävleborg       | 1:1   | 14 oktober 1938   |
|       | Gotlands län         |      | Vlag van Gotland         | 1:1   | 15 mei 1936       |
|       | Hallands län         |      | Vlag van Halland         | 1:1   | 7 februari 1941   |
|       | Jämtlands län        |      | Vlag van Jämtland        | 1:1   | 23 mei 1935       |
|       | Jönköpings län       |      | Vlag van Jönköping       | 1:1   | 12 juni 1942      |
|       | Kalmar län           |      | Vlag van Kalmar          | 1:1   | 6 oktober 1944    |
|       | Kronobergs län       |      | Vlag van Kronoberg       | 1:1   | 6 oktober 1944    |
|       | Norrbottens län      |      | Vlag van Norrbotten      | 1:1   | 1995              |
|       | Örebro län           |      | Vlag van Örebro          | 1:1   | 1944              |
|       | Östergötlands län    |      | Vlag van Östergötland    | 1:1   | 1972              |
|       | Skåne län            |      | Vlag van Skåne           | 1:1   | 5 september 1997  |
|       | Södermanlands län    |      | Vlag van Södermanland    | 1:1   | 20 september 1940 |
|       | Stockholms län       |      | Vlag van Stockholm       | 1:1   | 1968              |
|       | Uppsala län          |      | Vlag van Uppsala         | 1:1   | 17 november 1939  |
|       | Värmlands län        |      | Vlag van Värmland        | 1:1   | 19 juni 1936      |
|       | Västerbottens län    |      | Vlag van Västerbotten    | 1:1   | 18 juni 1949      |
|       | Västernorrlands län  |      | Vlag van Västernorrland  | 1:1   | 5 december 1941   |
|       | Västmanlands län     |      | Vlag van Västmanland     | 1:1   | 30 juni 1943      |
|       | Västra Götalands län |      | Vlag van Västra Götaland | 1:1   | 16 januari 1998   |

## Vlaggen van landschappen
| Kaart | Provincie     | Vlag | Artikel over de vlag   | Ratio | Ingebruikname     |
| ----- | ------------- | ---- | ---------------------- | ----- | ----------------- |
|       | Ångermanland  |      | Vlag van Ångermanland  | Vrij  | 5 december 1941   |
|       | Blekinge      |      | Vlag van Blekinge      | Vrij  | 14 september 1944 |
|       | Bohuslän      |      | Vlag van Bohuslän      | Vrij  | 25 mei 1962       |
|       | Dalarna       |      | Vlag van Dalarna       | Vrij  | 30 april 1925     |
|       | Dalsland      |      | Vlag van Dalsland      | Vrij  | 5 september 1942  |
|       | Gästrikland   |      | Vlag van Gästrikland   | Vrij  | 14 oktober 1938   |
|       | Gotland       |      | Vlag van Gotland       | Vrij  | 15 mei 1936       |
|       | Halland       |      | Vlag van Halland       | Vrij  | 7 februari 1941   |
|       | Hälsingland   |      | Vlag van Hälsingland   | Vrij  | 14 oktober 1938   |
|       | Härjedalen    |      | Vlag van Härjedalen    | Vrij  | 23 mei 1935       |
|       | Jämtland      |      | Vlag van Jämtland      | Vrij  | 23 mei 1935       |
|       | Lapland       |      | Vlag van Lapland       | Vrij  | 18 juni 1949      |
|       | Medelpad      |      | Vlag van Medelpad      | Vrij  | 5 december 1941   |
|       | Närke         |      | Vlag van Närke         | Vrij  | 21 januari 1944   |
|       | Norrbotten    |      | Vlag van Norrbotten    | Vrij  | 7 april 1995      |
|       | Öland         |      | Vlag van Öland         | Vrij  | 26 mei 1944       |
|       | Östergötland  |      | Vlag van Östergötland  | Vrij  | 18 januari 1884   |
|       | Skåne         |      | Vlag van Skåne         | Vrij  | 24 november 1939  |
|       | Småland       |      | Vlag van Småland       | Vrij  | 21 januari 1944   |
|       | Södermanland  |      | Vlag van Södermanland  | Vrij  | 20 september 1940 |
|       | Uppland       |      | Vlag van Uppland       | Vrij  | 17 november 1939  |
|       | Värmland      |      | Vlag van Värmland      | Vrij  | 19 juni 1936      |
|       | Västerbotten  |      | Vlag van Västerbotten  | Vrij  | 15 juni 1939      |
|       | Västergötland |      | Vlag van Västergötland | Vrij  | 5 september 1942  |
|       | Västmanland   |      | Vlag van Västmanland   | Vrij  | 30 juni 1943      |

## Vlaggen van streken
De met een asterisk (*) gemarkeerde vlaggen hebben geen officiële status. Onofficiële vlaggen worden gebruikt door particulieren en lokale mensen.

Bergslagen* Vlag
Bohuslän* Vlag
Finstalige Zweden* Vlag
Gotland* Vlag
Hälsingland* Vlag
Härjedalen* Vlag
Jämtland* Vlag
Norrland* Vlag
Öland* Vlag
Östergötland* Vlag
Österlen* Vlag
Roslagen* Vlag
Skåne Vlag
Småland* Vlag
Tornedal* Vlag
West-Zweden* Vlag